# Alapaha
Alapaha – miasto w Stanach Zjednoczonych, w stanie Georgia, w hrabstwie Berrien.